# Exèrcit il·liri
L'exèrcit il·liri era l'exèrcit de la regió d'Il·líria i del sud d'Itàlia on va aparèixer al civilització iapígia. La història de la guerra en aquesta regió comença el segon mil·lenni aC i segueix fins al segle I dC; inclou els conflictes armats de les tribus il·líries i els seus regnes als Balcans i a Itàlia, com també la pirateria al Mediterrani. A més dels conflictes entre il·liris i les nacions i tribus veïnes, hi ha registres de nombroses guerres entre les mateixes tribus il·líries.
Segons fonts de l'antiguitat, els il·liris eren guerres de renom. Eren coneguts com a artesans i constructors de vaixells hàbils i controlaven bona part dels mars Adriàtic i Jònic fent servir els seus nombrosos vaixells de guerra. Els il·liris disposaven d'armes efectives com la sica, una espasa corbada que s'originà a Il·líria, que seria adoptada a tots els Balcans i que més endavant farien servir els romans.

## Influències externes

### Influències hel·lenístiques

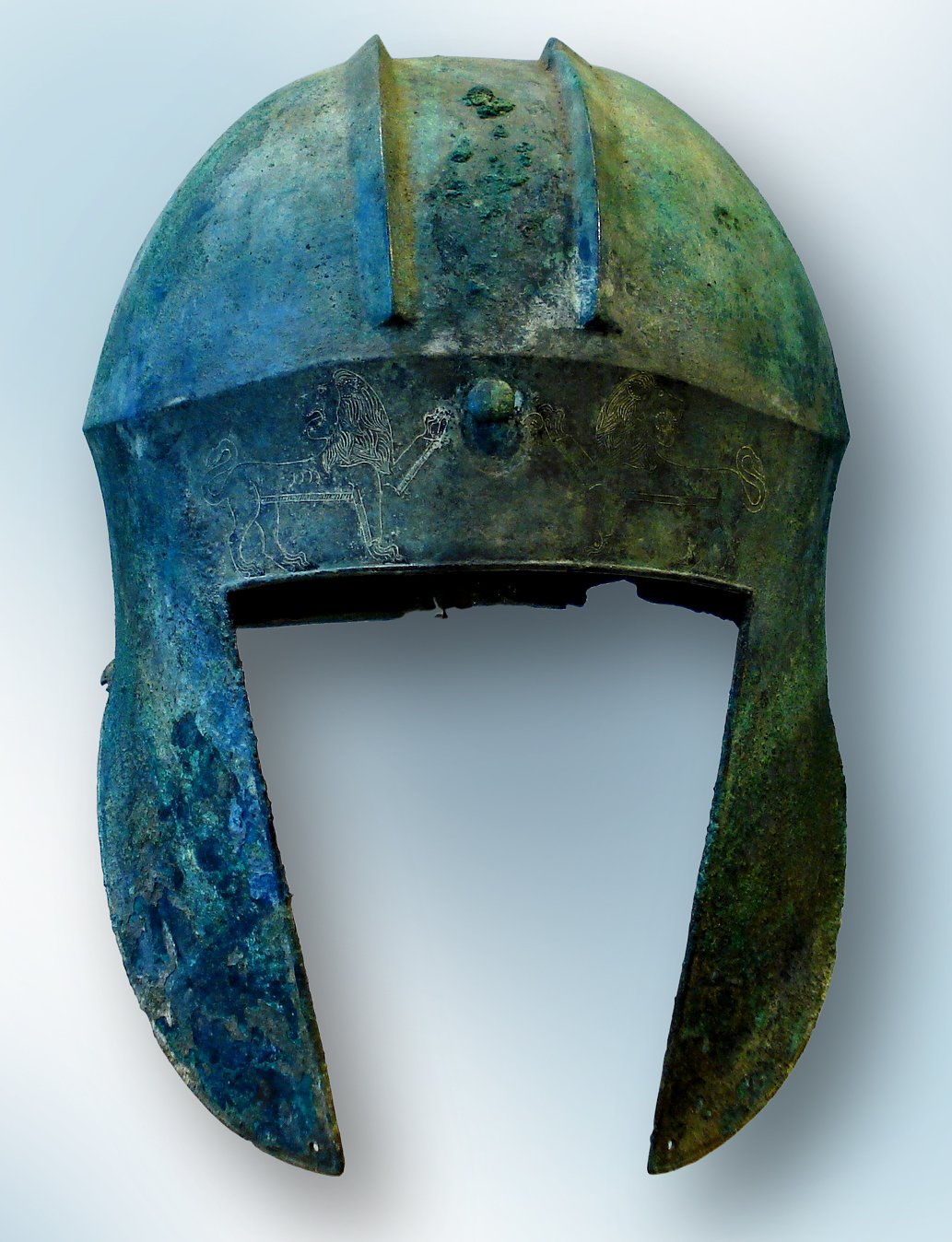
Casc il·liri d'Argolis del segle VI-V aC

Les tombes de nobles il·liris (principis de l'edat del ferro, segle VII aC – segle V aC) contenien un gran nombre d'importacions gregues, incloent-hi armes. Això inclou troballes a Glasinac (Bòsnia i Hercegovina), al llac d'Okhrida (Macedònia), Dolensko (Eslovènia) i en diversos llocs d'Albània. La cultura de Glasinac comprèn l'est de Bòsnia, el sud-oest de Sèrbia, Montenegro i el nord d'Albània. Els cascs il·liris de l'Antiga Grècia, com a importacions o com a còpies, es van escampar per Il·líria i s'han trobat fins a Eslovènia (a la tomba d'un rei). Els cascs grecs trobats en alguns d'aquests indrets eren de "tipus I" i molt pocs del "tipus II".
Els il·liris de la costa de l'Adriàtic estaven sota els efetes i la influència de l'hel·lenització a causa de la seva proximitat amb les colònies gregues. A part d'altres influències culturals i armes i armadures importades dels antics grecs, els il·liris van adoptar l'ornamentació de l'Antiga Macedònia als seus escuts, i van fer servir dissenys similars en bracelets. Els il·liris feien servir quatre semicercles concèntrics mentre que els macedonis en feien servir cinc. Aquest símbol antic grec era prominent a Tessàlia i Macedònia, apareixent el segle X aC i escampant-se pel sud de Grècia. Una adopció típica del símbol al període hel·lenístic dels il·liris es veu en una pelta rodona de ferro amb decoracions similars i un diàmetre de 35 cm. Això és evident durant el regnat grec al sud d'Il·líria que la dinastia antipàtria i la antigònida van retenir fins a la conquesta romana. També es va influir en les tàctiques. La ciutat hel·lenitzada de Daorson (Dalmàcia) tenia "muralles ciclòpies".

### Influències romanes
Il·líria esdevingué una província romana el 168 aC, i els il·liris van acabar sent romanitzats. Algunes tribus es van revoltar el 6 dC; aquestes havien estat celtitzades quan els romans van conquerir Il·líria el 168 aC i es reflectia en el seu equipament. Els habitants de la Dalmàcia romana aplicaven un verí a les fletxes anomenat ninum.

## Armes
El fet que els guerres il·liris s'enterraven amb les seves armes ha fet que una fracció abundant sobrevisqués intacta. Les obres d'autors antics no donen una imatge clara de les armes il·líries, i l'únic contribuïdor en aquest aspecte era el poeta romà Enni (239 aC – 169 aC), que era d'origen messapi. L'armament era important als il·liris en temps de guerra; tanmateix, només els nobles i rics es podien permetre algunes peces com cascs i gamberes. Bona part de l'armadura s'importava principalment de la Grècia continental, segons mostren descobriments d'armes gregues en tombes de Glasinac del segle VII aC.
Ja a l'edat del bronze els il·liris feien servir escuts. Durant l'edat del ferro es feien servir dos tipus d'escuts, l'escut circular il·liri i el de tipus ovalat/rectangular que s'emprava al nord. El més comú era l'escut circular, fet de fusta i cuir amb un botó de bronze, i era com una pelta més lleuger. L'escut circular il·liri era similar a la versió macedònia, però diferia en el nombre de decoracions circulars. Les seves formes eren arrodonides (peltes), rectangulars o ovals. Es va introduir a Il·líria un tipus d'escut de fusta rectangular amb un botó de ferro provinent dels celtes. Aquest tipus d'escut s'assemblava a l'escut ovalat il·liri que es feia servir al nord de la regió.
Les cuirasses i les gamberes eren específiques dels rics de la societat il·líria. Els il·liris del nord feien servir poc sovint les cuirasses de bronze, i només se n'han descobert tres exemples a Eslovènia. Una altra d'armadura de cos era un pectoral de bronze que podria protegir també l'esquena, com una cuirassa en forma de disc de 10 cm de diàmetre. Les gamberes per protegir les cames es van fer servir a partir del segle vii aC, i probablement també abans. Van aparèixer a Il·líria des del sud i només es troben en tombes de prínceps.

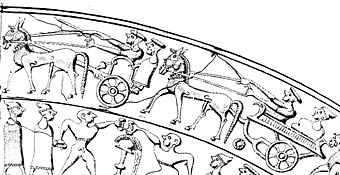
Carros il·liris del de Vace

Al nord d'Il·líria s'hi feia servir el casc de bronze, que es va desenvolupar en el casc cònic comú que de vegades tenia un plomall. Els iapods van desenvolupar els cascs Shmarjet a la vall de Lika. Eren fets de vímet i cota de malla, amb les plates metàl·liques del voltant opcionals. Per influència dels veïns del nord d'Il·líria, els itàlics, es va fer servir el casc Negau entre el segle V aC i el segle iv aC. El casc més emprat era el casc il·liri, començant el segle VII aC. Aquest casc era fet de bronze i tenia un gran plomall. L'origen i període del casc han estat objecte de debat: alguns experts situen l'origen a Corint i asseguren que va caure en desús a Il·líria durant el segle IV; altres creuen que el casc tenia els seus orígens a Il·líria i que es va fer servir fins al segle ii aC, d'acord amb representacions en monedes il·líries de l'època.
L'espasa principal que feien servir era la sica, una espasa d'un sol fil similar a la màkhaira grega. La sica es va desenvolupar durant l'edat del bronze, amb una fulla d'entre 40 i 45 cm de llarg. Fou popular, i altres pobles, com els tracis, els dacis i els romans la van adoptar. També feien servir espases de lluita –més curtes i corbades-, espases més llargues i ganivets diversos. Segons l'historiador John Wilkes:

Tot i que l'espasa curta corbada es feia servir en diversos pobles del Mediterrani, els romans consideraven la sica una arma il·líria emprada pels 'assassins' (sicaris) sigil·losos

Els il·liris també feien servir altres armes, com javelines, llances metàl·liques llargues anomenades sibyna (en grec antic, Σιβύνη) similars a les llances per matar senglars, destrals de batalla i arcs i fletxes que es feien servir des de l'inici del segon mil·lenni aC.

## Tàctiques i organització de tropes
Segons fonts de l'antiguitat, els il·liris eren guerrers forts i hàbils. Anaven a la guerra com a guerrers lliures sota els seus reis o governants. Com en altres societats, l'estatus de líder es determinava segons el nombre de guerrers que el seguien. L'obediència a una autoritat superior, com un rei, es canalitzava per mitjà de la lleialtat col·lectiva d'una tribu al cap. En fonts històriques es descriuen com a infanteria camperola que lluitava sota propietaris aristocràtics, on cadascun controlava una ciutat del regne. Se sap que els dàlmates feien servir tàctiques partisanes contra els romans, reeixides en infligir derrotes serioses a les millors legions romanes.
Diodor Sícul (segle I aC) escriu de la formació militar il·líria que era un intent de posicionament coordinat de formar un quadrat. Les seves paraules exactes són: "Ἰλλυριοὶ συντάξαντες ἑαυτούς εἰς πλινθίον ἐρρωμένος".

"Però els il·liris, en formació de quadrat, van entrar en combat coratjosament. I inicialment, durant un període llarg, la batalla era ajustada a causa de l'extraordinària valentia que ambdues parts mostraven, i com que molts van caure i encara més van ser ferits, la fortuna de la batalla vacil·là primer cap a un costat i després cap l'altre."

Durant el segle ii aC, l'exèrcit d'Agron i Teuta no és representat en falanges sinó en tropes menors, ben cuirassades i de moviment ràpid. Aquestes tàctiques, que també s'empraven en temps romans, eren preparades per operacions independents i així eren més efectives que els anteriors falanges. Aquestes mateixes tàctiques eren àgils per accions ràpides i sorprenents, i aviat es demostraria la seva superioritat sobre les tàctiques gregues en les posteriors victòries dels il·liris sobre els grecs.
Al mar, els il·liris feien servir tàctiques de guerrilles o partisanes amb la seva armada sofisticada. Aquestes tàctiques marítimes van permetre als il·liris dominar el mar Adriàtic durant diversos segles. Els seus vaixells, relativament petits, no podien fer batalles navals directes amb els vaixells de guerra més pesats de grecs i romans, i sovint eren derrotats. Una excepció és la victòria a l'illa de Paxos quan van connectar els seus vaixells en grups de quatre i van atacar els vaixells grecs.

## Armada il·líria

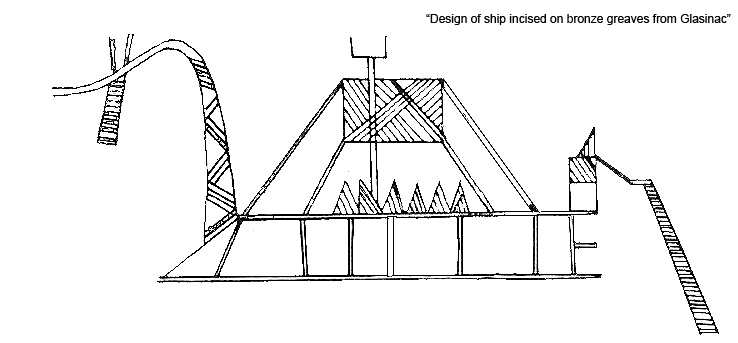
Primera representació d'un vaixell il·liri que data del segle VIII-VII aC

Els il·liris eren mariners coneguts al món antic, eren bons constructors de vaixells i navegants. Els mariners il·liris més hàbils eren els liburns, els iapods, els dàlmates i els vardeis. Argon va construir l'armada més gran durant el segle iii aC. Les seves tàctiques, que consistien en amarrar quatre vaixells junts, atacar amb un ariet i abordar, van ser copiades per diversos pobles, especialment grecs i romans. El rei de Macedònia va contractar artesans il·liris per construir 100 vaixells durant la Primera Guerra Macedònica. Els vaixells il·liris més antics coneguts prové d'un disseny gravat en gamberes de bronze que data d'entre el segle viii aC i el segle VII aC. La part frontal del vaixell té forma d'animal, probablement un cavall.
Els vaixells il·liris sovint es representaven en monedes, si bé és difícil determinar-ne el tipus. Tanmateix, totes les representacions mostren una similitud en què les proes dels vaixells tenien forma de cap de serp. Hi havia tres tipus principals de vaixells de guerra il·liris: el lembus, la liburna i el pristis.
Els liburns eren mariners de renom que dominaven el mar Adriàtic i el Jònic des del començament del primer mil·lenni fins al segle V aC. Els romans els coneixien principalment com a pirates. El port principal de l'armada liburna des del segle V aC era Coríntia, al cap oriental de l'illa de Krk, amb 7 molls descoberts, arsenal marítim i fortificacions de pedra; aquest port va persistir fins al segle xvi. Els liburns construïen diferents tipus de vaixell; les seves galaia eren un prototip primerenc de galeres de transport, lembus era una embarcació de pesca succeïda pel levut croat, i els drakoforos es muntaven amb un cap de drac a la proa. Les restes d'un vaixell de 10 metres de llarg del segle I aC es van trobar a Zaton, prop de Nin, una quilla d'un vaixell amb taulons de fusta fet de 6 taulons a cada banda, units específicament, lligats amb cordes de resina i cunyes de fusta, testificant l'estil de construcció tradicional de Libúrnia anomenat "Serilia Liburnica". Es feien servir arbres caducifolis (roure i faig) per les fustes.